# 레티노
레티노(이탈리아어: Letino)는 이탈리아 캄파니아주 카세르타도에 있는 코무네이다.